# Ferdinand Černický
Ferdinand Černický (23. února 1889 Praha – 24. října 1942 Koncentrační tábor Mauthausen) byl český odbojář, sokolský okrskový náčelník a podporovatel operace Anthropoid a dalších výsadkářů působících za protektorátu v Praze.

## Život

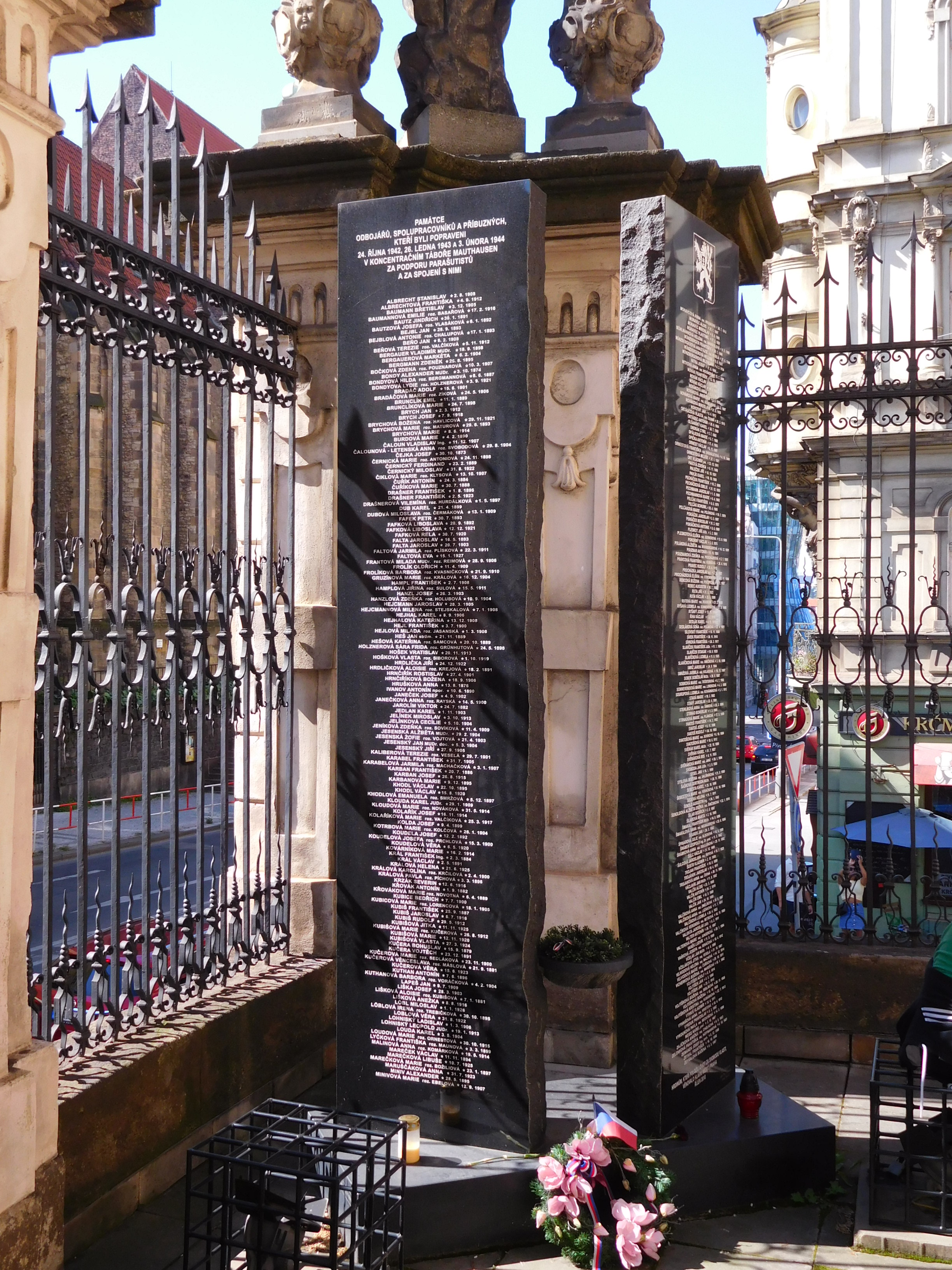
Pomník odbojářům popraveným a umučeným v souvislostí s operací Anthropoid (Resslova ulice)

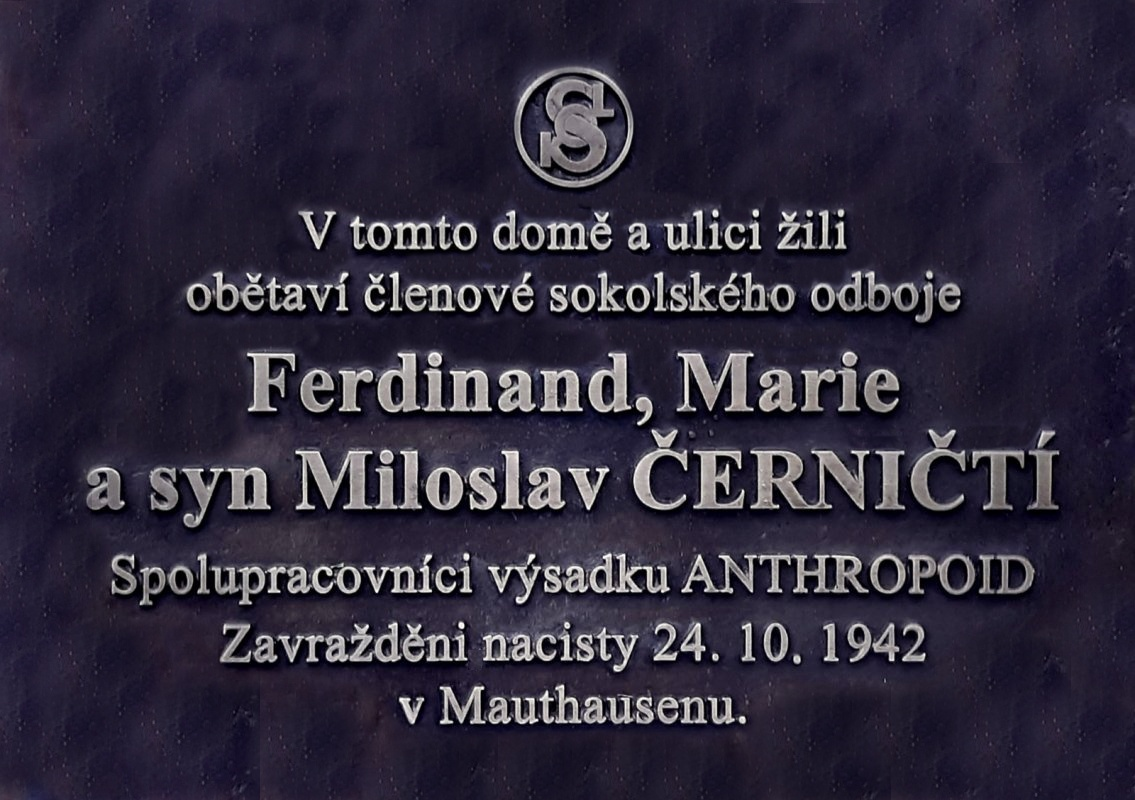
Pamětní deska rodině v Mělníce

### Rodinné poměry
Ferdinand Černický se narodil 23. února 1889 v Praze do rodiny Antonína Černického a jeho manželky Anny Černické rozené Voldové. Za protektorátu bydlel v Mělníku a pracoval jako knihař a zároveň vlastnil papírnictví, byl ženatý s Marií Černickou, rozenou Antoniovou, (* 24. listopadu 1898 Mělník – 24. října 1942 KT Mauthausen), společně bydleli v Mělníku v Rabínově ulici číslo 223 a měli syna Miloslava Černického (* 31. srpna 1922 Mělník – 24. října 1942 KT Mauthausen). Kromě své profese se věnoval on i ostatní členové jeho rodiny činnosti v místní sokolské organizaci, kde Ferdinand zastával funkci okrskového náčelníka Sokola v Mělníku.

### Odbojová činnost
Do práce v sokolském protiněmeckém odboji Černického zapojil (asi v polovině roku 1941) Václav Novák z Prahy na schůzce s Václavem Marečkem, který byl Novákův předválečný známý ze Sokola. Schůzky Nováka a Marečka v Mělníku se účastnili také spolehliví sokolští spolupracovníci (náčelník sokola Mělník Augustin Rebec, okrskový náčelník sokola Ferdinand Černický a Bohuslav Bubník). Na schůzce se mělničtí sokolové od Nováka dozvěděli, že se organizuje z řad spolehlivých členů Sokola župy Barákovy odbojová skupina. Ta má být navázána na celostátní odbojovou organizaci. Novák zúčastněné žádal o spolupráci (bez zapojení rodinných příslušníků) a s jejich slibem odcestoval (po obědě u Rebců a krátké procházce po městě) z Mělníka. Spojkou pro předávání zpráv mezi Novákem a skupinou byl určen Bohuslav Bubník.
Odbojová činnost sestávala zprvu z předávání zpráv o stavu německé armády, později sokolští odbojáři shromáždili větší množství zbraní a také fungovali jako jeden z vícero zdrojů potravin a peněz určených pro vlastence žijící v ilegalitě či na podporu rodin zatčených nebo popravených odbojářů. Tyto materiální a finanční prostředky se dostávaly k potřebným prostřednictvím Václava Nováka. Po příchodu parašutistů do Prahy se tato potravinová pomoc přeměnila na zásobování potravinami a v této formě se dostávala až k výsadkářům.

### Zatčení, výslechy, věznění, ...
Po vyzrazení parašutistů ukrývaných v kryptě chrámu sv. Cyrila a Metoděje v Resslově ulici v Praze spustilo gestapo rozsáhlé rozkrývání veškeré sítě podporovatelů parašutistů. Václav Novák byl zatčen 9. července 1942 a zatýkání mělnických odbojářů pokračovalo okolo poloviny července 1942. Prvním zatčeným z mělnických odbojářů byl Augustin Rebec s manželkou Boženou Rebcovou. Ferdinand Černický (s manželkou Marií a synem Miloslavem) byl zatčen gestapem 15. července 1942. Ve druhé zatýkací vlně v Mělníku byli 25. července 1942 zatčeni Václav Mareček a Bohuslav Bubník.
K trestu smrti Černického odsoudil v nepřítomnosti německý stanný soud v Praze dne 29. září 1942. Z německé policejní věznice v Praze na Pankráci byl přemístěn do policejní věznice v Malé pevnosti Terezín. Odtud pak byl hromadným transportem s ostatními pomocníky (podporovateli) a příbuznými parašutistů deportován 22. října 1942 do koncentračního tábora Mauthausen. Tam transport dorazil 23. října 1942 a následujícího dne (24. října 1942) byl Ferdinand Černický zavražděn střelou z malorážní pistole do týla v odstřelovacím koutě mauthausenského „bunkru“ při fiktivní lékařské prohlídce v 14.54 hodin. Ve stejný den (a na stejném místě) byla zavražděna i jeho manželka a syn.

## Připomínky
- Jeho jméno (Černický Ferdinand *23. 2. 1889) i jméno jeho manželky (Černická Marie roz. Antoniová *24. 11. 1898) a jejich syna (Černický Miloslav *31. 8. 1922) jsou uvedena na pomníku při pravoslavném chrámu svatého Cyrila a Metoděje (adresa: Praha 2, Resslova 9a). Pomník byl odhalen 26. ledna 2011 a je součástí Národního památníku obětí heydrichiády.[1][2][10]
- V Mělníku byla 21. října 2022 slavnostně odhalena (v ulici 17. listopadu číslo 174; na adrese: 17. listopadu 174/2, 276 01 Mělník, Česko) pamětní deska věnovaná rodině Černických, kteří zde bydleli.[9] Deska byla zhotovena s finanční podporou Oblastního muzea a Města Mělník.[11] Na desce je následující text: V tomto domě a ulici žili / obětaví členové sokolského odboje / Ferdinand, Marie / a syn Miloslav ČERNIČTÍ / Spolupracovníci výsadku ANTHROPOID / zavražděni nacisty 24. 10. 1942 / v Mauthausenu. /[9]
- Jeho jméno je uvedeno i na pomníku věnovaném Padlým a umučeným sokolům v 1. a 2. SV. (Pomník obětem světových válek), která se nachází při budově Sokola Mělník. Jednoduchý pomník sestává z trojice hranolů, které stojí na kamenné základně. V levé části jsou dva hranoly na výšku, ten nižší z černého mramoru nese v horní části písmeno S (znak Sokola) a na svém vrcholu pak míval kovovou sošku atleta, která byla později sejmuta. Za ním se tyčí vyšší a mohutnější hranol z šedé žuly bez dalšího zdobení. Vpravo od této dvojice vysokých a za sebou stojících hranolů se nachází černá mramorová deska vybavená nápisovou deskou se jmény obětí. Mezi nimi je uveden i br. Ferd. Čenický okrsk. náčelník popr. v Mauthausenu 1942.[12][13]